# Оршанка (река)
Орша́нка, Оршица или  Сторожинка — река в России, протекает по территории Новоржевского района Псковской области. Берёт своё начало из озера Орша, устье реки находится в 2 км по левому берегу реки Льсты. Длина реки — 8 км, площадь водосборного бассейна — 414 км².

## Данные водного реестра
По данным государственного водного реестра России относится к Балтийскому бассейновому округу, водохозяйственный участок реки — Великая. Относится к речному бассейну реки Нарва (российская часть бассейна).
Код объекта в государственном водном реестре — 01030000112102000028304.